# 黑森林牛奶
黑森林牛奶（德語：Schwarzwaldmilch）是一家德国的乳业联合企业，加工场所设于巴登-符腾堡州南部。